# Ban Văn hóa - Xã hội Hội đồng nhân dân thành phố Hà Nội
Ban Văn hóa - Xã hội Hội đồng nhân dân thành phố Hà Nội là cơ quan chuyên trách của Hội đồng nhân dân thành phố.
Ban có chức năng giám sát công tác mọi mặt đời sống xã hội của nhân dân, giáo dục, khoa học xã hội, y tế sức khỏe nhân dân... của thành phố.

## Nhiệm vụ và quyền hạn
Ban Văn hóa - Xã hội Hội đồng nhân dân thành phố có quyền hạn và nhiệm vụ sau:
- Tham gia chuẩn bị nội dung kỳ họp của Hội đồng nhân dân liên quan đến lĩnh vực giáo dục, y tế, xã hội, văn hoá, thông tin, thể dục thể thao và chính sách tôn giáo;
- Thẩm tra dự thảo nghị quyết, báo cáo, đề án liên quan đến lĩnh vực giáo dục, y tế, xã hội, văn hoá, thông tin, thể dục thể thao và chính sách tôn giáo do Hội đồng nhân dân hoặc Thường trực Hội đồng nhân dân phân công;
- Giúp Hội đồng nhân dân giám sát hoạt động của Uỷ ban nhân dân và các cơ quan chuyên môn thuộc Uỷ ban nhân dân thành phố về lĩnh vực giáo dục, y tế, xã hội, văn hoá, thông tin, thể dục thể thao và chính sách tôn giáo; giám sát hoạt động của cơ quan nhà nước, tổ chức kinh tế, tổ chức xã hội, đơn vị vũ trang nhân dân và công dân trong việc thi hành Hiến pháp, luật, văn bản của cơ quan nhà nước cấp trên và nghị quyết của Hội đồng nhân dân thành phố về lĩnh vực giáo dục, y tế, xã hội, văn hoá, thông tin, thể dục thể thao và chính sách tôn giáo;
- Tổ chức khảo sát tình hình thực hiện các quy định của pháp luật về lĩnh vực giáo dục, y tế, xã hội, văn hoá, thông tin, thể dục thể thao và chính sách tôn giáo tại địa phương;
- Kiến nghị với Hội đồng nhân dân về những vấn đề thuộc lĩnh vực giáo dục, y tế, xã hội, văn hoá, thông tin, thể dục thể thao và chính sách tôn giáo;
- Báo cáo kết quả hoạt động giám sát với Thường trực Hội đồng nhân dân và Hội đồng nhân dân.

## Bầu cử
Ban Văn hóa - Xã hội do Hội đồng nhân dân thành phố bầu ra trong kỳ họp đầu tiên của Hội đồng nhân dân thành phố. Hội đồng nhân dân thành phố có quyền bãi nhiệm hoặc bổ nhiệm thành viên trong ban văn hóa xã hội.
Thường trực Hội đồng nhân dân có thể quyết định thay Hội đồng nhân dân trong khi không họp và trình quyết định bổ nhiệm hoặc bãi nhiệm cho Hội đồng nhân dân vào phiên họp kế tiếp.

## Tổ chức
Ban Pháp chế gồm:
- Trưởng ban
- Phó Trưởng ban
- Các Ủy viên

Tổ chức Ban pháp chế của thành phố hiện nay (nhiệm kỳ 2011-2016):
- Trưởng ban
Nguyễn Thị Thùy
- Phó Trưởng ban
Đỗ Trung Hai
Đặng Việt Quân
Phạm Xuân Tài
- Ủy viên ban
Hoàng Trọng Quyết
Đặng Văn Chính
Nguyễn Thị Xuân Nữ
Vũ Cao Minh
Bùi Đức Hiếu
Lê Văn Thành
Nguyễn Thị Tuyến
Nguyễn Ngọc Thạch
Nguyễn Khắc Lợi
Vũ Mạnh Hải
Nguyễn Văn Phong